# سینه‌سرخ لعل‌گون
سینه‌سرخ لعل‌گون (نام علمی: Eugerygone rubra) گونه‌ای پرنده از تیرهٔ سینه‌سرخ‌های اسرالزی (Petroicidae) است. این پرنده در سردهٔ تک‌نماد Eugerygone است. این پرنده در گینه نو یافت می‌شود، جایی که زیستگاه طبیعی آن جنگل‌های کوهستانی نمناک نیمه‌گرمسیری یا گرمسیری است.